# كلايد روبر
كلايد روبر (بالإنجليزية: Clyde Roper)‏ هو عالم حيوانات أمريكي، ولد في 1937.